# Errol Parish Church

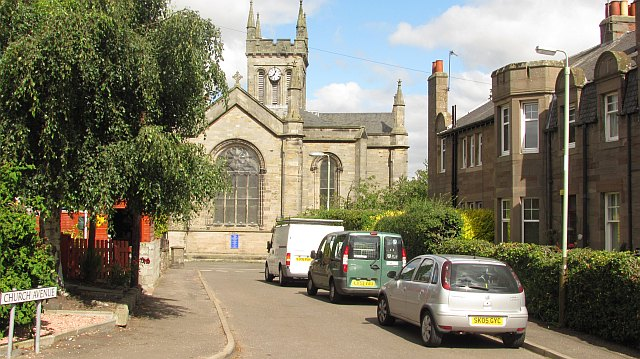
Errol Parish Church

Errol Parish Church, ehemals North Church und The Cathedral of the Carse, ist ein Kirchengebäude der presbyterianischen Church of Scotland in der schottischen Stadt Errol in der Council Area Perth and Kinross. 1971 wurde das Bauwerk in die schottischen Denkmallisten in der höchsten Denkmalkategorie A aufgenommen.

## Geschichte
Das Grundstück zum Bau der Kirche stiftete John Lee Allen von Errol Park. Mit der Planung des Kirchengebäudes wurde der schottische Architekt James Gillespie Graham betraut. Nach der Grundsteinlegung am 14. April 1831 wurde die Kirche am 17. März 1833 eröffnet. Der Bauunternehmer George Page, der den Bau ausführte, reichte ein sehr günstiges Angebot in Höhe von 3819 £ ein und war nach Fertigstellung bankrott. Zunächst hieß das Gebäude North Church. Die Orgel und der ornamentierte Abendmahlstisch wurden 1905 gestiftet. Lady Ogilvie Dalgleish finanzierte 1915 verschiedene Modernisierungsmaßnahmen, darunter die Erneuerung des Fußbodens, die Installation von Heizung und Gasbeleuchtung und die ornamentierte Kanzel. William Watson stiftete 1934 die elektrische Beleuchtung.

## Beschreibung
Die Errol Parish Church steht im Zentrum der Ortschaft. Die Kreuzkirche ist im historisierenden neo-anglonormannischen Stil ausgeführt. Gesimse bekrönen ihre rundbogigen Öffnungen. Das Querschiff ist drei Achsen weit. Stufen führen zu dem Eingangsportal am Fuße des Glockenturms. Entlang des unteren Abschnitts des Glockenturms ziehen sich Strebepfeiler. Der Turm läuft in schlanken, oktogonalen Pinakeln aus. Das Geläut besteht aus drei Glocken: Der Stundenglocke mit der Inschrift „The Rev D Mr Jas Jobson Minr 1762. Bell of Errol“ und dem Viertelstundengeläut mit der Inschrift „Michael Bvrger Hvys M F 1637“.